# Elisabetta Trenta
Elisabetta Trenta (Velletri, 4 giugno 1967) è una politica italiana, ministra della difesa nel governo Conte I, dal 1º giugno 2018 al 5 settembre 2019.

## Biografia
Si è laureata nel 1994 all'Università La Sapienza di Roma in scienze politiche a indirizzo economico.
Dall'ottobre 2005 al luglio 2006 è stata consigliere politico della Farnesina in Iraq, ed "esperto senior" a Nāṣiriya, in Iraq. È impegnata nel sociale con l'associazione "I bambini di Nassiryia Onlus" e il "Flauto Magico".
Il 30 luglio 2008 le è stata conferita la nomina a capitano della riserva selezionata dell'Esercito Italiano Con tale grado, nel 2009 è stata richiamata in servizio come consigliere nazionale (country advisor) nell'ambito del comando italiano aggregato alla missione della forza militare di interposizione delle Nazioni Unite in Libano, UNIFIL, paese dove è in seguito rimasta a lavorare, dal 2010 al 2011, con la propria SudgestAid a favore del Ministero degli interni libanese. Ha inoltre collaborato in qualità di analista al Centro militare di studi strategici.
Fino al 2018 è stata vicedirettore del Master in Intelligence e Sicurezza e docente presso la Link Campus University di Roma, nella quale Emanuela Del Re era docente di decision making nel master Innovation and technology, mentre Paola Giannetakis, candidata del M5S all'interno, era ordinario di giurisprudenza.

### Attività politica
Ha fatto parte del consiglio comunale di Velletri dal 1997 al 1999, eletta col Centro Cristiano Democratico a sostegno del candidato sindaco del centrodestra Bruno Cesaroni di Alleanza Nazionale, e nei primi anni duemila assessore nella giunta di Cesaroni.
Alle elezioni politiche del 2018 si è candidata al Senato per il Movimento 5 Stelle, concorrendo nel Collegio plurinominale Lazio - 02, ma non è stata eletta.

#### Ministro della difesa

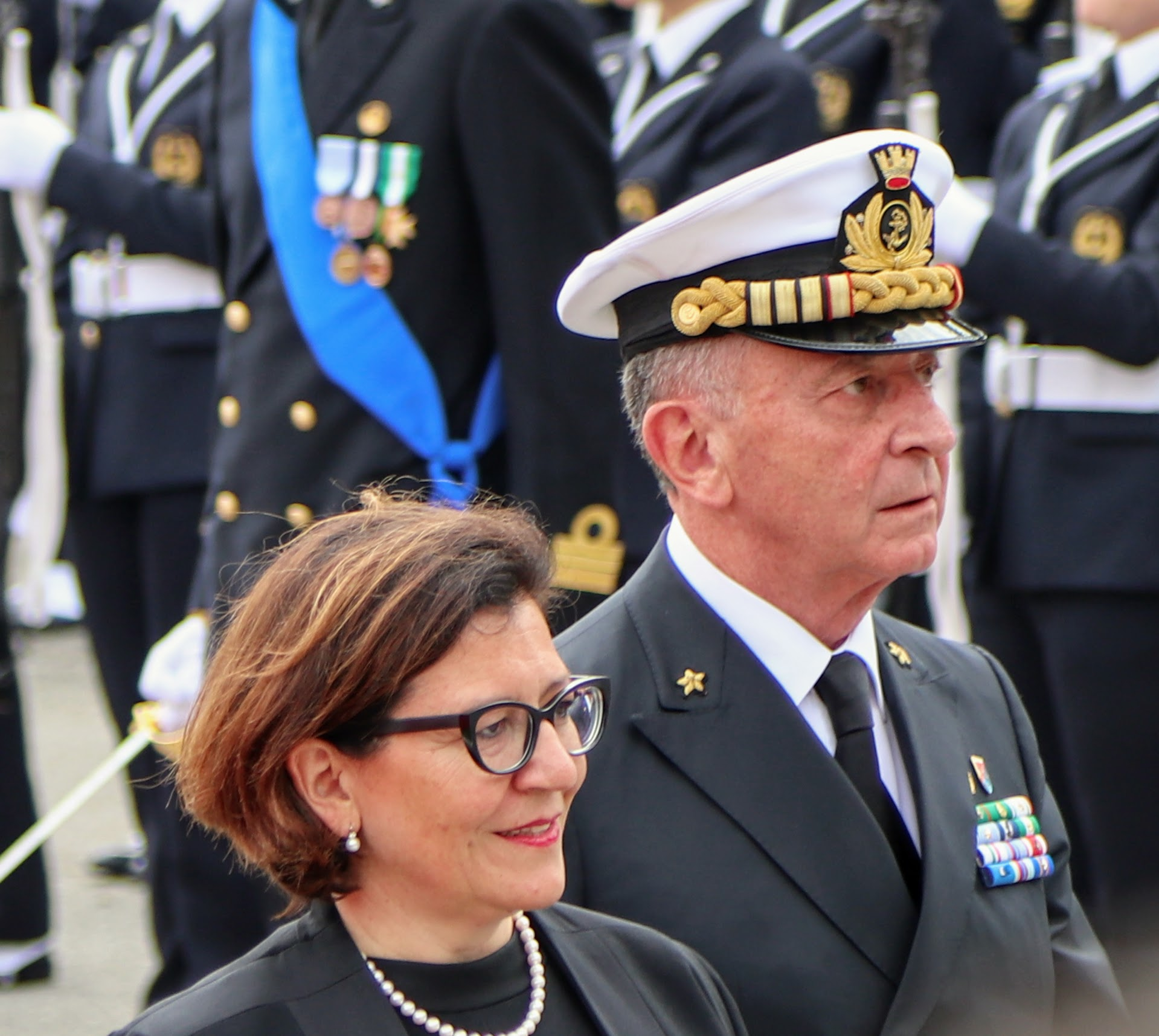
Il ministro della difesa Elisabetta Trenta e il capo di stato maggiore della Marina Militare ammiraglio Valter Girardelli

Il 1º marzo 2018 è stata inserita da Luigi Di Maio nella rosa di componenti del governo, in caso di vittoria del M5S alle elezioni politiche, col ruolo di vicepresidente del Consiglio e ministro della difesa.
Il 1º giugno 2018 è nominata ministro della difesa nel governo Conte I, dopo il giuramento al Palazzo del Quirinale, ed è la seconda donna a ricoprire questo incarico dopo Roberta Pinotti.
Cessa dall'incarico il 5 settembre 2019 con il giuramento del governo Conte II. Successivamente sono sorte polemiche circa l'assegnazione della casa ottenuta su sua richiesta dopo la nomina a ministro.

#### Incarichi seguenti
Il 1º luglio 2021, insieme al senatore Elio Lannutti e alla deputata Piera Aiello (entrambi ex M5S), annuncia la sua adesione ad Italia dei Valori. Si allontana tuttavia dal partito prima di iscriversi.
Il 16 agosto dello stesso anno si candida alle elezioni politiche suppletive di quell'anno a Primavalle, con la lista "NOI-Nuovi Orizzonti per l'Italia" salvo poi rinunciare per non essere riuscita a raccogliere le firme necessarie per la candidatura. 
Nel dicembre 2021 NOI viene lanciato come partito, co-fondato, tra gli altri, con i testimoni di giustizia Pino Masciari e Ignazio Cutrò.
Nel 2022 aderisce a Noi di Centro, partito guidato dal sindaco di Benevento Clemente Mastella, candidandosi nelle sue liste alle elezioni politiche.
Nell'aprile del 2023 aderisce alla nuova Democrazia Cristiana di Antonio Cirillo, candidandosi il mese successivo alle elezioni regionali in Molise.
Tuttavia per un errore tecnico viene respinta la sua candidatura.

## Vita privata
È sposata con il maggiore dell'Esercito Claudio Passarelli, già ufficiale addetto alla segreteria del vice direttore nazionale degli armamenti prima della nomina della moglie a ministro della difesa e da essa trasferito, “per questioni di opportunità”, il primo giorno del suo dicastero, smentendo che egli si sia mai occupato di armamenti (dopo polemiche politiche riprese dalla stampa), indi aggregato al 3º ufficio affari generali, retto da un dirigente civile e che sovrintende alle esigenze organizzative e logistiche del funzionamento del segretariato generale della direzione nazionale degli armamenti (DNA), sebbene secondo il Corriere della Sera tale aggregazione non sarebbe di fatto mai avvenuta.

## Pubblicazioni
- Elisabetta Trenta, L'utilizzo duale delle capacità della Difesa per scopi non-militari, Roma, Centro militare di studi strategici, 2018, ISBN 978-88-99468-67-5, OCLC 1080492015. URL consultato il 17 agosto 2019 (archiviato il 17 agosto 2019). Ospitato su archive.is. (Presentazione ppt)
- Elisabetta Trenta, L'evoluzione del concetto di war by proxy : cause, effetti, nuove applicazioni nei conflitti asimmetrici e negli scenari di crisi odierni, Roma, Centro militare di studi strategici, 2017, ISBN 978-88-99468-60-6, OCLC 1080483665. URL consultato il 17 agosto 2019 (archiviato il 17 agosto 2019). Ospitato su archive.is.